# Megachernes limatus
Megachernes limatus es una especie de arácnido  del orden Pseudoscorpionida de la familia Chernetidae. Presenta las siguientes subespecies: Megachernes limatus crassus y Megachernes limatus limatus.

## Distribución geográfica
Se encuentra en Nueva Guinea.